# Eleonora Rossi Drago
Pour les articles homonymes, voir Drago.
Eleonora Rossi Drago est une actrice italienne de cinéma et de théâtre, née le 23 septembre 1925 à Gênes et morte le 2 décembre 2007 à Palerme (Sicile)
Dans les années 1950 et 1960, elle a tourné avec des réalisateurs italiens tels que Luigi Comencini, Clemente Fracassi, Michelangelo Antonioni, Valerio Zurlini et Giuseppe De Santis mais aussi avec Julien Duvivier (L'affaire Maurizius). Elle quitte définitivement le cinéma en 1970, l’année de ses 45 ans.
Elle a également travaillé pour la télévision, apparaissant dans des émissions de variétés et  différents téléfilms.

## Biographie

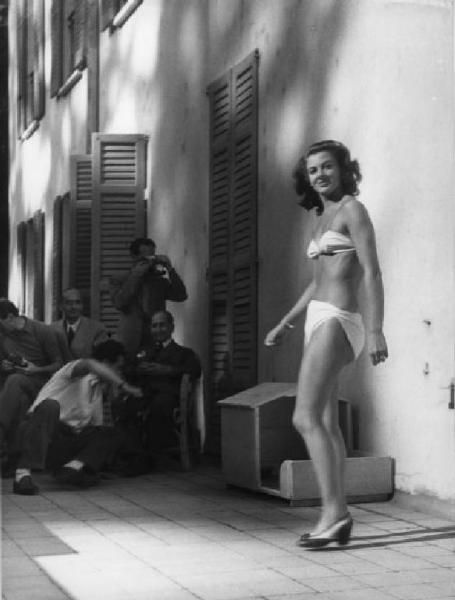
Eleonora Rossi Drago défilant au concours de Miss Italie de 1947.

### Origines et jeunesse
Eleonora Rossi Drago naît sous le nom d’état civil de  Palmira Omiccioli à Quinto al mare, alors village rural de l'arrière-pays génois (depuis un quartier incorporé à la ville de Gênes), d'un père originaire des Marches, commandant de la marine marchande, et d'une mère espagnole. En octobre 1942, à peine âgée de 17 ans, elle se retrouve enceinte et doit se marier précipitamment. Le mariage est reporté de trois jours en raison d'un violent bombardement anglo-américain sur Gênes. Quelques mois plus tard, déplacée à Coni, elle donne naissance à sa fille unique Fiorella tandis que son mari, Cesare Rossi Drago, s'engage parmi les partisans. À la fin de la guerre, il décide d'émigrer en Argentine. Eleonora refuse de le suivre et reste à Gênes avec l'enfant. Le couple se sépare en janvier 1947 et elle obtient la séparation en 1956,.

### Carrière
Eleonora Rossi Drago travaille d'abord comme mannequin et styliste, puis débute comme comédienne dans la troupe du Piccolo Teatro de la capitale ligure. Au cours de l'été 1947, elle participe au concours de Miss Italie et est considérée comme l'une des favorites, mais en est exclue lorsqu´on découvre qu'elle est mariée et mère de famille, ce qui est contraire au règlement.
Elle s'installe à Rome où elle fait ses débuts au cinéma dans Les Pirates de Capri (1949) d'Edgar Georg Ulmer et Giuseppe Maria Scotese sous le nom d'Eleonora Rossi Drago.

Eleonora Rossi Drago dans une photo non datée (années 1950 ou 1960).

Sous le simple nom de scène d'Eleonora Rossi, elle participe aussi à des films de genre dans des rôles conventionnels. L'occasion d'une percée artistique se présente lorsqu'elle participe aux auditions du réalisateur Giuseppe De Santis pour le film Pâques sanglantes, mais le rôle est attribué à Lucia Bosè. Cependant, elle peut montrer ses qualités expressives dans des films tels que Les Volets clos (1951), Femmes seules (1956) et La Route d'une année (1958) dans lesquels elle est souvent doublée. Sensualité (1952) est un film controversé dans lequel elle incarne une femme fatale et infidèle tuée par son mari (Marcello Mastroianni). Puis c'est Michelangelo Antonioni qui lui offre son premier très grand rôle avec Clélia, une femme du peuple décidée à réussir dans le milieu de la couture à Turin, dans Femmes entre elles, l'adaptation d'un roman de Cesare Pavese.
Le public italien, qui la surnomme Nora, ne tarde pas à la désigner comme la grande dame du cinéma italien, même si sa réputation se limite à la péninsule. Elle participe à quatre films français : le drame de la drogue L'Esclave d'Yves Ciampi, le drame policier L'Affaire Maurizius (1954) de Julien Duvivier (tous deux avec Daniel Gélin), le film policier Tous peuvent me tuer d’Henri Decoin avec Anouk Aimée et le film de cape et d'épée La Tour, prends garde ! (1957) de Georges Lampin avec Jean Marais.
Le réalisateur débutant Valerio Zurlini lui offre un rôle marquant dans Été violent en 1959, pour lequel elle est récompensée du Ruban d'argent, puis du prix de la meilleure actrice au Festival international du film de Mar del Plata. Elle y incarne une jeune veuve trentenaire, fille de bourgeois conformistes, ayant épousé sans amour un militaire tué au front, et découvrant l'amour dans les bras d'un jeune homme, incarné par Jean-Louis Trintignant, fils d'un dignitaire fasciste, lors de l'été 1943 à Riccione.

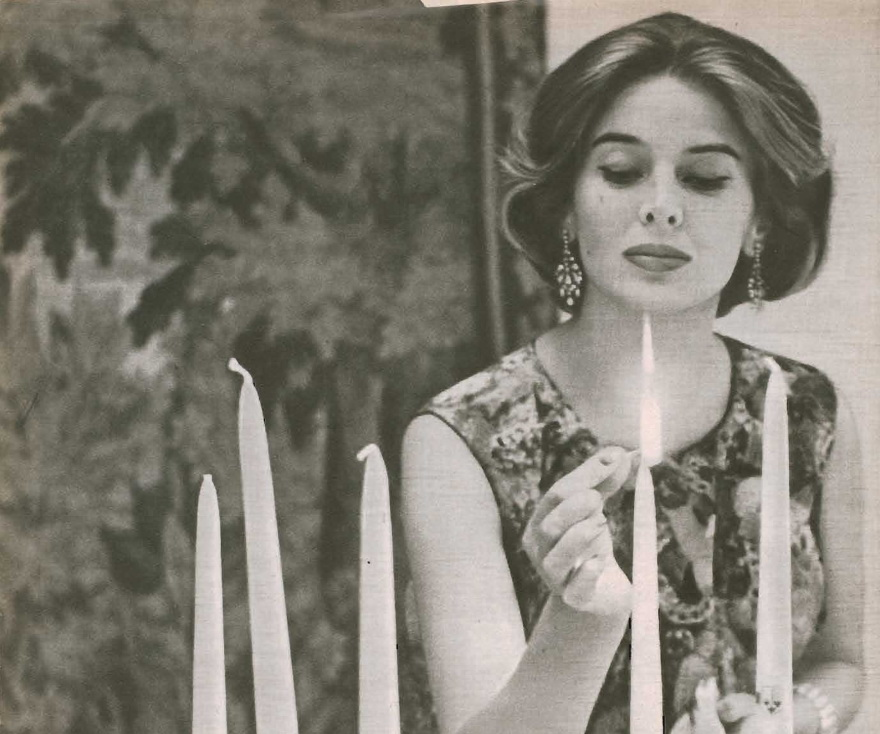
Eleonora Rossi Drago chez elle en 1959.

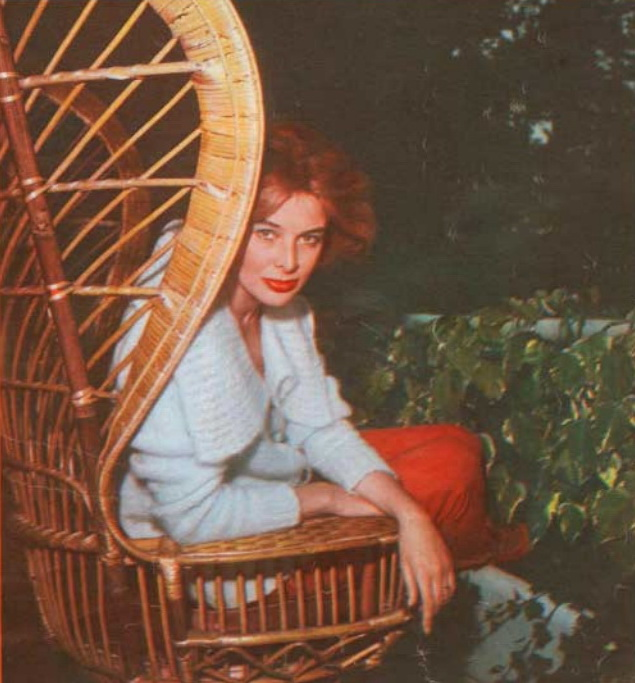
Eleonora Rossi Drago sur sa terrasse en 1959.

Au cours des années suivantes, elle apparaît dans de nombreux films à sketches tels que La Soucoupe volante de Tinto Brass (1964), L'idea fissa de Gianni Puccini (1964), Parlons femmes d'Ettore Scola (1964) et dans des coproductions française, espagnole, allemande et yougoslave, telles que L'Amour à vingt ans (1962), La Case de l'oncle Tom (1965) ou Le Boeing décolle à seize heures (1965). Elle enregistre également une série de disques de poèmes et de répliques théâtrales. En 1963, elle apparaît dans la coproduction italo-américaine Wounds of Hunger (it) de George Sherman qui reste inédite en Italie. Elle obtient, en 1966, le rôle de la femme de Loth, joué par Gabriele Ferzetti, dans le film à gros budget La Bible de John Huston. Elle apparaît aussi à la télévision, dans des feuilletons célèbres comme La cittadella (it) en 1964, réalisé par Anton Giulio Majano. Dans ces années-là, avec son élégance naturelle, elle est souvent invitée dans des émissions de variétés télévisées comme Carosello et dans des films publicitaires pour une célèbre société de vins mousseux et de textiles de Turin dans lesquels elle est encore doublée.
En 1966, elle accepte de participer à un roman-photo historique dans lequel elle incarne l'altière reine d'Écosse Marie Stuart, puis joue aux côtés de Dominique Boschero et Paolo Ferrari dans la comédie Mano di velluto (1966).

En 1968, elle revient au théâtre dans le rôle audacieux d'une charmante lesbienne de 40 ans aux côtés d'Olga Villi. Mais la pièce de Brunello Rondi, intitulée Shocking, ne reste à l'affiche que quelques jours. La même année, elle figure, avec Gabriele Ferzetti, Haydée Politoff et Jean Sorel, dans la distribution du film de Giuliano Biagetti La Contestation qui n'a guère de succès.

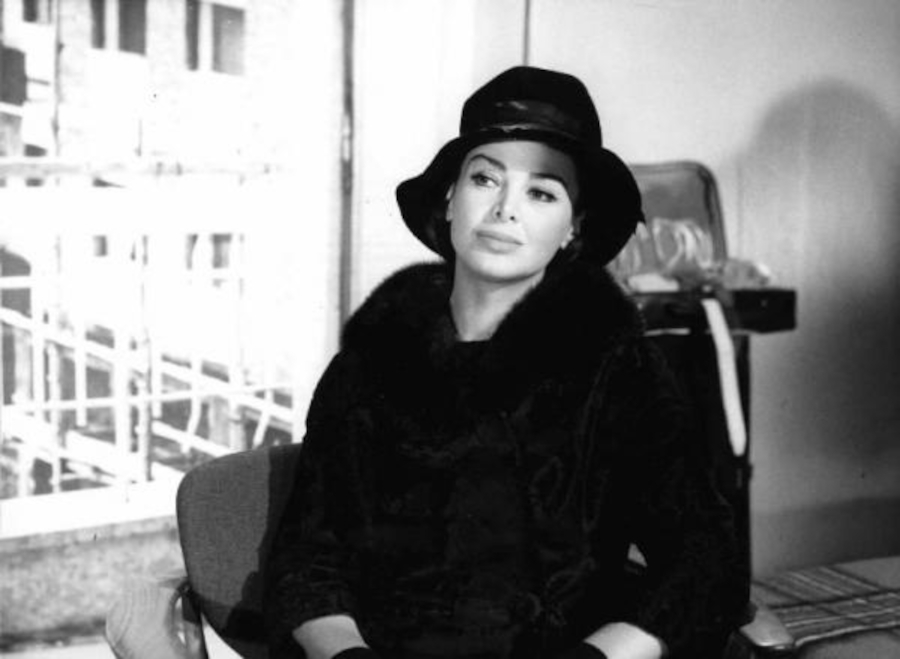
Eleonora Rossi Drago dans Âme noire (1962).

L'année suivante, elle incarne Anne d'Autriche dans le téléfilm en quatre parties D'Artagnan de Claude Barma avec Dominique Paturel en D'Artagnan, François Chaumette en Athos et Antonella Lualdi en Milady.
Ensuite, elle est à l’affiche d’adaptations d’œuvres littéraires comme le film érotique Camilla, librement inspiré de La Dame aux camélias d'Alexandre Dumas fils, ou Le Dépravé (1970) d'après Le Portrait de Dorian Gray d'Oscar Wilde. En 1970, à seulement 45 ans, sa carrière cinématographique s'achève avec Dans les replis de la chair de Sergio Bergonzelli, une « petite merveille du cinéma bis qui porte en elle tout ce qui fascine dans le cinéma d’exploitation italien » qui est également l'un des derniers films où apparaît Pier Angeli.
Alors que la comédie à l'italienne passe de la narration et de la description de personnages à des sketches aux tons souvent grossiers et à l'esthétique plus érotique, l'expression sophistiquée d'Eleonora Rossi Drago ne suscite plus l'intérêt des réalisateurs ni des producteurs malgré l'affection du public. L'actrice est de plus en plus isolée professionnellement et tombe dans une profonde dépression. En 1969, elle se fiance à l'ingénieur sicilien Domenico La Cavera et, en novembre 1971, quelques semaines seulement après être devenue grand-mère, tente de se suicider au gaz. Elle est heureusement sauvée par son compagnon qu'elle épouse en 1973 à Palerme. Avec ce second mariage, Eléonora Rossi Drago trouve la sérénité et quitte le monde du spectacle sans regret, à la petite exception du documentaire de 1989, The Brute and the Beautiful de John Jeremy — avec des textes d'Ennio De Concini et d'Alfredo Giannetti —, consacré à la figure du jazzman Ben Webster, avec Claudia Cardinale et Claudio Gora.

### Mort
Eleonora Rossi Drago meurt en 2007, à l'âge de 82 ans, à son domicile de Palerme, des suites d'une hémorragie cérébrale.

## Filmographie

### Cinéma
- 1949 : Les Pirates de Capri (I pirati di Capri) de Giuseppe Maria Scotese et Edgar Georg Ulmer
- 1949 : Cet amour éternel (Altura) de Mario Sequi
- 1950 : Due sorelle amano de Jacopo Comin : Marilù, la sœur de Maria Pia
- 1951 : Les Volets clos (Persiane chiuse) de Luigi Comencini : Sandra
- 1951 : Virginité (Verginità) de Leonardo De Mitri : Mara Sibilia
- 1951 : Son dernier verdict (L'ultima sentenza) de Mario Bonnard : Monisa
- 1952 : Amour et Jalousie (La fiammata) d'Alessandro Blasetti : Monica
- 1952 : Histoires interdites (Tre storie proibite) de Augusto Genina : Gianna Aragona
- 1952 : La Traite des Blanches (La tratta delle bianche) de Luigi Comencini : Aida
- 1952 : Sensualité (Sensualità) de Clemente Fracassi : Franca
- 1953 : Panique à Gibraltar (I sette dell'Orsa maggiore) de Duilio Coletti : Marion
- 1953 : L'Esclave d'Yves Ciampi : Elena Landa
- 1954 : L'Affaire Maurizius de Julien Duvivier : Anna Jahn
- 1954 : Vêtir ceux qui sont nus (Vestire gli ignudi) de Marcello Pagliero : Ersilia Drei
- 1954 : Destinées (Destini di donne), segment Elizabeth, la victime de la guerre de Marcello Pagliero
- 1955 : Femmes entre elles (Le amiche) de Michelangelo Antonioni : Clelia
- 1955 : Bataille devant Tobrouk (Il prezzo della gloria) d'Antonio Musu
- 1956 : Femmes seules (Donne sole) de Vittorio Sala
- 1956 : Kean de Vittorio Gassman et Francesco Rosi : la comtesse Elena Koefeld
- 1956 : Sœur Letizia (Suor Letizia) de Mario Camerini : Assunta
- 1957 : La Tour, prends garde ! de Georges Lampin : la comtesse Malvina d'Amalfi
- 1957 : Tous peuvent me tuer d'Henri Decoin : la femme du directeur
- 1958 : La Route d'une année (La strada lunga un anno) de Giuseppe De Santis : Susanna
- 1959 : La Traversée fantastique (Dagli Appennini alle Ande) de Folco Quilici
- 1959 : Été violent (Estate violenta) de Valerio Zurlini : Roberta
- 1959 : Brèves Amours (Vacanze d'inverno), de Camillo Mastrocinque et Giuliano Carnimeo : la comtesse Paola Parioli
- 1959 : Meurtre à l'italienne (Un maledetto imbroglio) de Pietro Germi : Liliana
- 1959 : Le Fric de Maurice Cloche : Marina
- 1960 : Flagrant Délit (La garçonnière) de Giuseppe De Santis : Giulia
- 1960 : La Main rouge (Die Rote Hand) de Kurt Meisel
- 1960 : Sous dix drapeaux (Sotto dieci bandiere) de Duilio Coletti : Elsa
- 1960 : David et Goliath de Richard Pottier et Ferdinando Baldi : Merab
- 1960 : L'impiegato de Gianni Puccini : Maria Jacobetti
- 1960 : Accord final (de) (Schlußakkord) de Wolfgang Liebeneiner
- 1961 : Le Commando traqué (Tiro al piccione) de Giuliano Montaldo : Anna
- 1961 : Chasse à la drogue (Caccia all'uomo) de Riccardo Freda
- 1961 : Le Glaive du conquérant (Rosmunda e Alboino), de Carlo Campogalliani : Rosmunda
- 1962 : Les Don Juan de la Côte d'Azur (I digiovanni della Costa Azzurra) de Vittorio Sala : Jasmine
- 1962 : Le Tueur à la rose rouge (Ipnosi) d'Eugenio Martín
- 1962 : Âme noire (Anima nera) de Roberto Rossellini : Alessandra
- 1962 : Espions sur la Tamise (de) (Der Teppich des Grauens) de Harald Reinl
- 1962 : L'Amour à vingt ans, film à sketchs collectif ; sketch italien Rome de Renzo Rossellini : Valentina
- 1963 : Tempête sur Ceylan (Das Todesauge von Ceylon) de Giovanni Roccardi et Gerd Oswald
- 1963 : Wounds of Hunger (it) de George Sherman
- 1964 : La Soucoupe volante (Il disco volante) de Tinto Brass
- 1964 : Parlons femmes (Se permettete parliamo di donne) de Ettore Scola : la comtesse
- 1964 : L'idea fissa de Gianni Puccini
- 1964 : L'Amour facile (Amore facile) de Gianni Puccini
- 1964 : Le Train du samedi (it) (Il treno del sabato) de Vittorio Sala
- 1965 : La Case de l'oncle Tom (Onkel Toms Hütte) de Géza von Radványi : Mme Saint-Clare
- 1965 : El diablo también llora (Il delitto di Anna Sandoval) de José Antonio Nieves Conde
- 1965 : Le Boeing décolle à seize heures (Il segreto del vestito rosso) de Silvio Amadio : Erika Tiller
- 1965 : Meurtre à l'italienne (Io uccido, tu uccidi), film à sketchs de Gianni Puccini, sketch Il plenilunio : Vera
- 1965 : Su e giù, segment Il colpo del leone de Mino Guerrini
- 1966 : La Bible de John Huston : la femme de Loth
- 1966 : Mano di velluto de Ettore Fecchi (it) : Conchita Sebastián Sebiña y Lopez
- 1967 : El último sábado de Pedro Balañá
- 1968 : La Contestation (L'età del malessere) de Giuliano Biagetti
- 1969 : Camilla (Camille 2000) de Radley Metzger
- 1969 : Gli angeli del 2000 de Honil Ranieri
- 1970 : Le Dépravé (Il dio chiamato Dorian) de Massimo Dallamano : Esther Clouston
- 1970 : Dans les replis de la chair (Nelle pieghe della carne) de Sergio Bergonzelli : Lucille

### Télévision
- 1958 : Padri e figli de Guglielmo Morandi
- 1964 : La cittadella (it) d'Anton Giulio Majano : Francis Lawrence
- 1969 : D'Artagnan de Claude Barma : Anne d'Autriche
- 1969 : Diritto di cronaca de Vittorio Sala